# Vera Lynn
Vera Lynn (East Ham, London, 20. ožujka 1917. – 18. lipnja 2020.) bila je britanska pjevačica.

## Životopis
Vera Lynn počela je pjevati sa sedam godina, a svoje ime Vera Margaret Welch mijenja u umjetničko prema djevojačkom prezimenu svoje bake.
Prvi radijski nastup imala je 1935. godine zajedno s Joe Loss Orchestra, a 1939. udala se za klarinetista i saksofonista Harryja Lewisa.
Godine 1940. pokrenula je vlastitu radio emisiju Sincerely Yours.
Vrhunac karijere dostigla je za vrijeme Drugog svjetskog rata kada je dobila nadimak  "The Forces' Sweetheart".
Pjesma Auf Wiederseh'n Sweetheart bila je prvi singl nekog britanskog glazbenika koji je dosegnuo vrh američke Billboard ljestvice.

Generaciji X poznata je kroz pjesmu "Vera" s albuma The Wall, Pink Floyda. Tekst pjesme odnosi se na njezinu pjesmu "We'll Meet Again"  iz 1942. godine, koja je također poznata iz završne scene Kubricovog filma "Dr. Strangelove ili: Kako sam naučio ne brinuti i zavolio bombu".
Johnny Cash prepjevao je "We'll Meet Again" na svojem posljednjem za života objavljenom albumu.